# Muscle-up

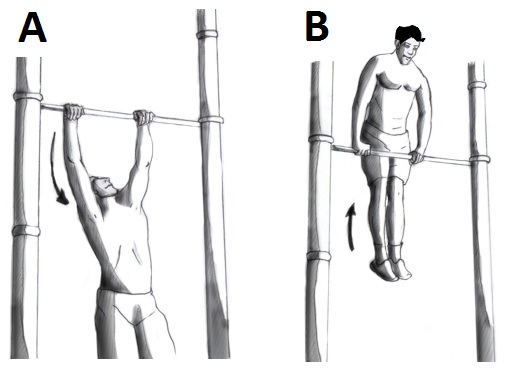
Diagramme d'un muscle-up.

Le muscle-up (de l'angl. muscle-up pouvant être traduit en traction complète ou en par-dessus) est un mouvement de street workout, de gymnastique, du crossfit et de callisthénie où le pratiquant poursuit une traction jusqu'à ce que son tronc dépasse la barre, les bras tendus. 
Ce mouvement difficile à maîtriser ne convient pas aux débutants, nécessitant une certaine force et de l'explosivité. Puisqu'il associe deux mouvements, le par-dessus fait travailler un grand nombre des parties du corps : dorsaux, biceps, triceps, épaules, abdominaux, ainsi que la poigne (ou grip). 

## Description
Cette figure peut se réaliser à la barre fixe, aux anneaux ou à l'aide de barres parallèles.

Exemple d'un muscle-up.

En callisthénie le mouvement est décomposé en trois parties, une première partie consistant à faire une traction explosive, la deuxième est une transition et la troisième partie consiste à faire un dips.
En street workout, on distingue le muscle-up dit "perfect form" ,qui est l'exécution qui se rapproche le plus de l'exécution parfaite, dans laquelle le pratiquant effectue son mouvement avec le moins de balancier possible, le corps gainé, pointes de pieds tendues, jambes tendues et engagées. L'ascension se veut la plus verticale et linéaire possible, le corps forme une seule entité sans aucune perturbation lors du mouvement. La maîtrise du muscle-up "perfect form" est une preuve de force, de contrôle du corps dans l'espace et de technique. Lors de compétitions de set and reps en street workout, seront comptabilisées seules les répétitions strictes (clean form).
On distingue d'autre part le muscle up « bad form » qui est l'exécution la moins soignée. Le pratiquant ne prête pas attention à l'esthétique de son exécution, mais vise simplement à faire plus de répétitions ou à apprendre le mouvement, pour se rapprocher du « strict form » par la suite. Une exécution dite « bad form » est une exécution présentant un balancier accentué, une absence de gainage, un torse qui se repose sur la barre à la suite de la transition, des jambes qui bougent, un mauvais contrôle du bassin... Ces répétitions ne seraient pas comptabilisées en compétition de set and reps.
Pour finir, on distingue le muscle up de gymnastique, qui se base essentiellement sur la technique, ne nécessite pas autant de force que les deux types de muscle-up ci dessus. Le muscle up de gymnastique est un muscle up qui requiert un bon timing et de la technique. Il est essentiel en freestyle pour prendre de l'élan ou reprendre de l'élan afin d'effectuer des figures dynamiques.